# Classe Yono
La classe Yono (coréen : 연어급), littéralement classe Saumon, est une classe de sous-marins de poche construit en Corée du Nord pour la marine populaire de Corée, utilisée pour un usage domestique ainsi que pour l'exportation. En mai 2010, la Corée du Nord exploiterait encore dix de ces sous-marins.

## Historique

### Incident de Baengnyeong
Un sous-marin de classe Yono aurait coulé une corvette sud-coréenne de classe Pohang, Le ROKS Cheonan (PCC-772), le 26 mars 2010 dans les eaux sud-coréennes (Incident de Baengnyeong) . Selon certains enquêteurs, l'arme utilisée dans l'attaque était une torpille CHT-02D de fabrication nord-coréenne, que Pyongyang propose à l'exportation. L'appareil aurait explosé non pas par contact, mais par proximité à 6 à 9 mètres en-dessous de la corvette Cheonan, créant un puissant pilier d'eau, appelé effet de jet de bulle, comme une mine marine.
De hauts responsables militaires nord-coréens ont dénoncé l'enquête internationale et déclaré que le Nord ne disposait pas du type de sous-marins qui aurait soi-disant mené l'attaque. Ils ont également rejeté les allégations concernant les écrits sur la torpille et précisé que "lorsque nous mettons des numéros de série sur les armes, nous les gravons avec des machines". Le journal sud-coréen  Yonhap News a cité des responsables sud-coréens disant que le Nord possède une dizaine de sous-marins de classe Yono.
Un membre du cabinet nord-coréen qui a fait défection en Corée du Sud en 2011, a déclaré le 7 décembre 2012 que l'équipage du sous-marin nord-coréen qui avait coulé la corvette Cheonan avait été honoré par l'armée et le gouvernement nord-coréens. Le transfuge, connu sous le pseudonyme de "Ahn Cheol-nam", a déclaré que le capitaine, le co-capitaine, l'ingénieur et le maître d'équipage du mini-sous-marin qui a coulé Cheonan avaient reçu le Hero of the Republic en octobre 2010.

### Exportation et production étrangère
Le Service de recherche du Congrès suggère que l'Iran a acheté plusieurs sous-marins de poche à la Corée du Nord. L'achat peut avoir impliqué des mini-sous-marins de classe Yono et Yugo. À partir de 2006, l'Iran a lancé le premier de plusieurs mini-sous-marins produits dans le pays de la classe Ghadir.
En 2007, la marine iranienne a dévoilé son sous - marin de classe Ghadir , le premier d'un certain nombre de sous-marins midget prévus de la classe Yono. [6] Observateurs [ qui? ] sont en désaccord sur la classification exacte du dérivé iranien: l'Iran prétend que le navire est une conception entièrement indépendante, mais il a été comparé aux bateaux Yugo nord-coréens, aux sous-marins Yono et / ou aux sous- marins côtiers de classe Sang-O .

## Galerie

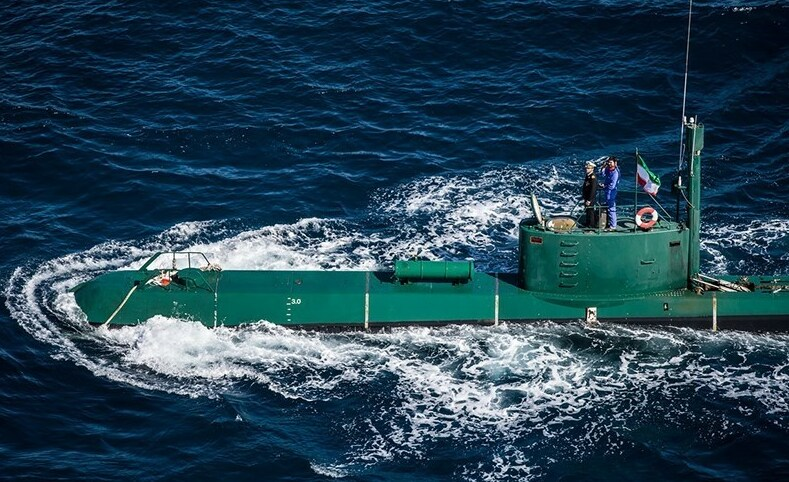
Classe Ghadir (Iran)
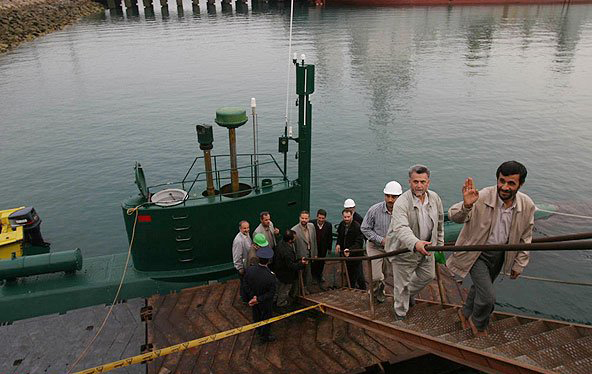
Classe Ghadir